# اگناس
اگناس (به فرانسوی: Agnos) یک کمون در فرانسه است که در Canton of Oloron-Sainte-Marie-Ouest واقع شده‌است.

## خصوصیات
اگناس ۹٫۱۸ کیلومترمربع مساحت و ۸۸۰ نفر جمعیت دارد و ۲۵۰ متر بالاتر از سطح دریا واقع شده‌است.